# 루이스 마르키네스
루이스 마르키네스(스페인어: Luis Miguel Marquinez Preciado, 2003년 4월 10일~)는 콜롬비아의 축구 선수로, 아틀레티코 나시오날와 콜롬비아 연령별 대표팀에서 골키퍼로 활동하고 있다.

## 구단 경력
2022년 7월 11일, 당시 아틀레티코 나시오날의 3순위 골키퍼였음에도 불구하고 코르툴루아와의 카테고리아 프리메라 A 경기 에서 프로 데뷔를 했다.

## 국가대표팀 경력
19세 이하와 20세 이하 콜롬비아 대표팀에 소집되었다.